# Marcel Dehoux
Pour les articles homonymes, voir Dehoux.
Marcel Dehoux, né le 4 septembre 1946 à Wignehies (Nord), est un homme politique français.

## Biographie
Censeur de lycée, il a été maire de Wignehies (Nord) de 1977 à 2001 et député du Nord de 1981 à 1993 puis de 1997 à 2007. À l'Assemblée nationale, il faisait partie du groupe socialiste et a appartenu au groupe d'études sur la question du Tibet.

## Mandats

### Mandats locaux
- 24/03/1977 - 13/03/1983 : maire de Wignehies (Nord)
- 14/03/1983 - 19/03/1989 : maire de Wignehies
- 30/09/1984 - 02/10/1988 : membre du conseil général du Nord
- 17/03/1986 - 21/03/1986 : membre du conseil régional du Nord-Pas-de-Calais
- 03/10/1988 - 27/03/1994 : membre du conseil général du Nord
- 20/03/1989 - 18/06/1995 : maire de Wignehies
- 28/03/1994 - 18/03/2001 : membre du conseil général du Nord
- 19/06/1995 - 18/03/2001 : maire de Wignehies

### Mandats nationaux
- 02/07/1981 - 01/04/1986 : député de la 21e circonscription du Nord
- 02/04/1986 - 14/05/1988 : député du Nord
- 13/06/1988 - 01/04/1993 : député de la 24e circonscription du Nord (redécoupage)
- 01/06/1997 - 18/06/2002 : député de la 24e circonscription du Nord
- 19/06/2002 - 19/06/2007 : député de la 24e circonscription du Nord